# 大浦 (長崎市)
大浦（おおうら）は、長崎県長崎市の地区。
中央地域センター管轄で、公式に地区名として扱われるわけではないが、この項では、大浦小学校・梅香崎中学校区または旧戸町村大浦郷にあたる町についてｃ該当する町は「町名」の項を参照）記述する。
上記の条件に該当する地域の人口は13,998人（2013年6月末日現在）。

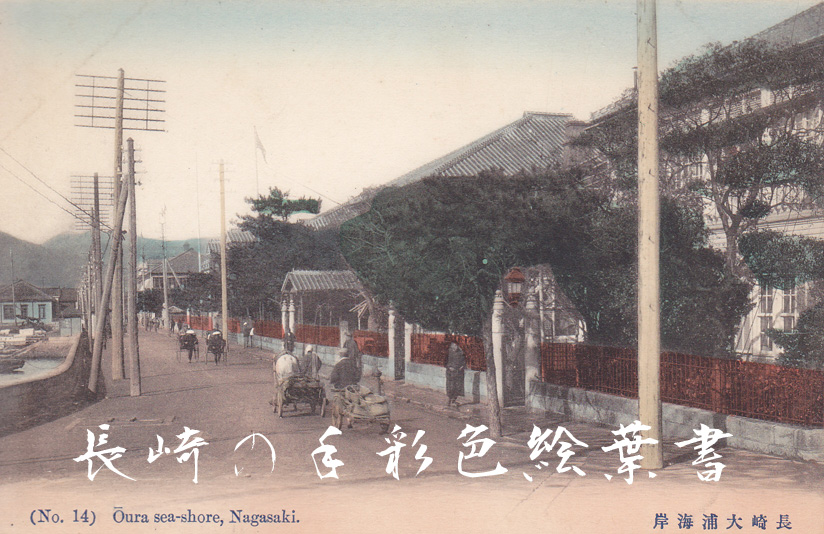
Oura Nagasaki, 大浦 長崎、長崎手彩色絵葉書

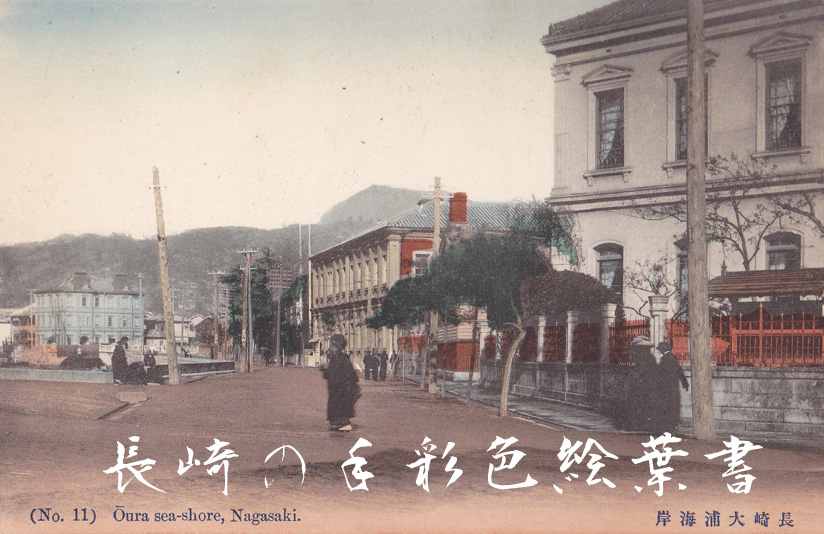
Oura Nagasaki, 大浦 長崎、長崎手彩色絵葉書 明治〜大正

## 地理
長崎市中心部の南側に位置する。長崎港の一角にあり、松が枝ターミナルがあり船が発着する。また、海岸を国道499号が通り、路面電車やバスが頻繁に往復する地区である。
海沿いではあるが、平地には乏しく、地区全体で起伏の大きい地形である。わずかな平地や斜面にまで住宅が立ち並ぶ。東山手、南山手などは長崎市屈指の観光地であり、名所が多く、また、ホテルも多く立地する。

## 自治体・行政地名の変遷
市町村制施行時において、当地区は長崎市の一部および戸町村大浦郷・浪ノ平郷にあたる。1898年、戸町村にあたる地区は長崎市に編入された。
行政地名の変遷については長崎市の地名を参照されたい。

## 町名
相生町（あいおい）
17街区。住宅地。大浦石橋通り沿いには商業施設も多い。大浦町との境界に石橋電停がある。上田町との境界にグラバースカイロードが設置されている。それまで使用された長い階段は「相生地獄坂」の愛称がある。
出雲1丁目-3丁目（いずも）
1丁目から順に24,21,18街区。ただし、2丁目の一部に住居表示未実施地区がある。住宅地。北部の大浦石橋通りに近い部分に住宅が密集するが、戸町2丁目二本松地区との間を結ぶ亀の子坂や、県道237号沿いにも住宅が並ぶ。亀の子坂は全長1km近くだが、傾斜が20%という急坂である。
上田町（うえだ）
14街区。階段道が多い住宅街で、大浦石橋通り沿いには住宅が密集する。大浦小学校がある。
大浦町（おおうら）
10街区。大浦地区で最も平坦かつ広大で、大浦地区の中心部ともいえる。商業地域。観光地であるため、ホテルも立地する。梅香崎中学校、孔子廟がある。もとは外国人居留地跡だった。
大浦東町（おおうらひがしまち）
旧大浦郷の町は、住居表示実施の際に、他の町は「大浦」を取り除いたが、当町のみ残っている（東長崎に東町があるため）。4街区。住宅地。大浦石橋通りに沿う。
川上町（かわかみ）
34街区。ただし、一部に住居表示未実施地区がある。住宅地。山林地区を含む広大な町だが、住宅は大浦石橋通り沿いに密集する。近年は県道237号沿いにも住宅が見受けられる。大浦国際墓地がある。
小曽根町（こぞね）
5街区。国道499号沿いに住宅やビルが並ぶ。
椎の木町（しいのき）
26街区。住宅地。町の中央部の、丸尾神社下バス停を通るバス通りは、離合困難な区間がある狭路ながら、約10分おきに大型バスが通過する。田上方面へ向かう「あたご新道」の起点。
下町（したまち）
4街区。住宅地。大浦石橋通り・オランダ坂通り沿いに商業施設も多い。
高丘1丁目・2丁目（たかおか）
1丁目は13街区、2丁目は7街区。丘陵地帯の住宅地。2丁目に大浦中学校がある。バス通りが通じ、大浦地区と田上方面を結ぶが、道路は丸山町方面へも続いている。
常盤町（ときわ）
2街区。1番はかつて長崎バスの営業所があったが、現在は全域長崎水辺の森公園である。2番はホテルが1軒あるのみである。
浪の平町（なみのひら）
1973年までは浪ノ平町。7街区。国道499号を挟んで東側は住宅やビルが並ぶ。海側は工場が並ぶ。
西琴平町（にしことひら）
4街区。海岸沿いは工場や商店が並ぶ。山側斜面は住宅地。
八景町（はっけい）
19街区。丘陵地帯の住宅地。県道237号が縦貫する。古くは唐八景の登山道があり、町名も唐八景にちなむ。
東琴平1丁目・2丁目（ひがしことひら）
1丁目は25街区、2丁目は10街区。住宅地。1丁目は町名の由来となった金刀比羅神社がある。
東山町（ひがしやま）
14街区。急な坂道・階段の多い住宅地。
東山手町（ひがしやまて）
14街区。詳細は東山手を参照。
日の出町（ひので）
15街区。住宅地。大浦石橋通りに沿う。
古河町（ふるこ）
7街区。国道499号と小ヶ倉バイパスの分岐点。工場や商店が並ぶ。
星取1丁目・2丁目（ほしとり）
1丁目は15街区、2丁目は11街区。ただし、2丁目の一部は住居表示未実施。住宅地は中央部に集中し、北部は自動車学校の敷地で住宅はほとんどない。また、南側は山林。
南町（みなみまち）
15街区。丘陵地帯の住宅地。町名の由来は長崎南高校だが、裏門があるだけで、敷地は上小島5丁目である。
南が丘町（みなみがおか）
10街区。丘陵地帯の住宅地。
松が枝町（まつがえ）
1973年までは松ヶ枝町だった。7街区。大浦川沿いと、大浦海岸通り沿いのL字型の地域で、大浦川沿いは住宅地。海岸沿いは長崎港松が枝埠頭があり、大浦警察署、長崎海上保安部、長崎税務署などの公共施設が並ぶ。
南山手町（みなみやまて）
1973年、住居表示を実施した。16街区。詳細は南山手を参照。
元町（もとまち）
13街区。北部は住宅地。南部は山林で、どんの山公園がある。

## 施設

### 警察
- 大浦警察署
  - 石橋交番

### 教育機関

#### 大学・短期大学
- 活水女子大学

#### 高等学校
私立
- 海星高等学校

#### 中学校
市立
- 長崎市立梅香崎中学校
- 長崎市立大浦中学校

私立
- 海星中学校

#### 小学校
市立
- 長崎市立大浦小学校

### 観光
- 孔子廟
- 大浦天主堂
- グラバー園
- オランダ坂
- 長崎水辺の森公園

## 交通

### 鉄道
- 長崎電気軌道
  - 大浦支線
    - 大浦海岸通停留場 - 大浦天主堂停留場 - 石橋停留場

### バス
- 長崎バス

### 道路
- 国道499号